# Џоел Фриланд
Џоел Фриленд (енгл. Joel Freeland; Олдершот, 7. фебруар 1987) бивши је британски кошаркаш. Играо је на позицијама крилног центра и  центра.

## Биографија
Фриленд је свој сениорски деби имао 2005. у другој екипи Гран Канарије која се такмичила у четвртој лиги Шпаније. Док је играо за њих приметили су га Портланд трејлблејзерси који су га драфтовали 2006. као 30. пика. Ипак није отишао у НБА већ је заиграо за први тим Гран Канарије у АЦБ лиги. Са њима проводи наредне три сезоне и напредује из године у годину. У јулу 2009. прелази у Малагу са којом је добио прилику да дебитује у Евролиги. Након добрих партија у Малаги у јулу 2012. прелази у Портланд. Са њима проводи наредне три сезоне и игра у укупно 162 утакмице. У јулу 2015. вратио се у Европу и потписао за московски ЦСКА. Са њима је провео наредне две сезоне и освојио једну Евролигу и два пута ВТБ јунајтед лигу.

## Успеси

### Клупски
- ЦСКА Москва:
  - Евролига (1): 2015/16.
  - ВТБ јунајтед лига (2): 2015/16, 2016/17.